# لیبرتی کورنرز (ویسکانسین)
لیبرتی کورنرز (به انگلیسی: Liberty Corners) یک منطقهٔ مسکونی در ایالات متحده آمریکا است که در ویسکانسین واقع شده‌است. لیبرتی کورنرز ۲۵۶٫۰۴ متر بالاتر از سطح دریا واقع شده‌است.